# Pogonolepis
Pogonolepis es un género de plantas con flores perteneciente a la familia de las asteráceas. Comprende 3 especies descritas y de estas, solo 2 aceptadas. Es originario de Australia.

## Taxonomía
El género fue descrito por Steetz in Lehm.   y publicado en Plantae Preissianae 1: 440. 1845. 	La especie tipo es: Pogonolepis stricta Steetz 	

## Especies
A continuación se brinda un listado de las especies del género Pogonolepis aceptadas hasta agosto de 2012, ordenadas alfabéticamente. Para cada una se indica el nombre binomial seguido del autor, abreviado según las convenciones y usos.
- Pogonolepis muelleriana (Sond.) P.S.Short
- Pogonolepis stricta Steetz